# Каролін Денін
Каролін Денін (фр. Caroline Dhenin; нар. 3 червня 1973) — колишня французька тенісистка.
Найвищу одиночну позицію світового рейтингу — 141 місце досягла 9 червня 1997, парну — 49 місце — 18 жовтня 2004 року.
Здобула 2 одиночні та 12 парних титулів туру ITF.
Найвищим досягненням на турнірах Великого шолома був чвертьфінал в парному розряді.

## Фінали турнірів WTA

### Парний розряд (0–2)
| Перемога — Легенда (до/після 2009)           |
| -------------------------------------------- |
| Турніри Великого шолома (0–0)                |
| Турніри Туру WTA (0–0)                       |
| Tier I / Premier Mandatory & Premier 5 (0–0) |
| Tier II / Premier (0–0)                      |
| Tier III, IV & V / International (0–2)       |

| Титули за покриттям |
| ------------------- |
| Тверде (0–1)        |
| Трава (0–0)         |
| Ґрунт (0–1)         |
| Килим (0–0)         |

| Результат | Ранг | Дата     | Турнір                                                     | Покриття | Партнерка    | Суперниці                              | Рахунок       |
| --------- | ---- | -------- | ---------------------------------------------------------- | -------- | ------------ | -------------------------------------- | ------------- |
| Поразка   | 1.   | Тра 2002 | Internationaux de Strasbourg, Франція                      | Ґрунт    | Мая Матевжич | Дженніфер Гопкінс Єлена Костанич-Тошич | 6–0, 4–6, 4–6 |
| Поразка   | 2.   | Січ 2004 | Richard Luton Properties Canberra International, Австралія | Тверде   | Ліза Макші   | Єлена Костанич-Тошич Клодін Шоль       | 4–6, 6–7(3–7) |

## Фінали ITF
| Легенда          |
| ---------------- |
| турніри $100,000 |
| турніри $75,000  |
| турніри $50,000  |
| турніри $25,000  |
| турніри $15,000  |
| турніри $10,000  |

### Одиночний розряд (2-0)
| Результат | Ранг | Дата            | Турнір           | Покриття  | Суперниця            | Рахунок            |
| --------- | ---- | --------------- | ---------------- | --------- | -------------------- | ------------------ |
| Перемога  | 1.   | 12 червня 1994  | Бургас, Болгарія | Ґрунт     | Моніка Машталіржова  | 1–6, 6–0, 7–6(7–4) |
| Перемога  | 2.   | 24 березня 1996 | Реймс, Франція   | Ґрунт (i) | Катерін Моте-Жобкель | 3–6, 6–1, 6–2      |

### Парний розряд (12-13)
| Результат | Ранг | Дата             | Турнір                       | Покриття   | Партнерка           | Суперниці                                 | Рахунок                 |
| --------- | ---- | ---------------- | ---------------------------- | ---------- | ------------------- | ----------------------------------------- | ----------------------- |
| Перемога  | 1.   | 12 червня 1994   | Бургас, Болгарія             | Ґрунт      | Наталья Войнович    | Моніка Машталіржова Ангеліна Петрова      | 6–4, 6–7(5–7), 7–6(7–4) |
| Поразка   | 2.   | 27 березня 1995  | Реймс, Франція               | Ґрунт (i)  | Светлана Кривенчева | Естефанія Боттіні Гала Леон Гарсія        | 6–7, 6–1, 1–6           |
| Поразка   | 3.   | 9 жовтня 1995    | Седона, США                  | Тверде     | Еллі Гакамі         | Джулі Стівен Темі Вітлінгер               | 3–6, 6–4, 8–10          |
| Поразка   | 4.   | 28 вересня 1996  | Лімож, Франція               | Тверде (i) | Домінік Монамі      | Наталія Медведєва Лариса Савченко-Нейланд | 1–6, 1–6                |
| Поразка   | 5.   | 19 червня 1997   | Марсель, Франція             | Ґрунт      | Ніно Луарсабішвілі  | Каталін Мароші Вероніка Стеле             | 2–6, 6–4, 1–6           |
| Перемога  | 6.   | 28 червня 1997   | Бордо, Франція               | Ґрунт      | Ніно Луарсабішвілі  | Марія Фернанда Ланда Марлен Вайнгартнер   | 6–7(6–8), 6–4, 7–5      |
| Перемога  | 7.   | 12 квітня 1998   | Ешторіл, Португалія          | Ґрунт      | Емілі Луа           | Радка Бобкова Кароліна Шнайдер            | 6–2, 6–3                |
| Поразка   | 8.   | 2 серпня 1998    | Ле-Контамін-Монжуа, Франція  | Тверде     | Софі Жорже          | Любомира Бачева Ясмін Вер                 | 6–2, 1–6, 3–6           |
| Поразка   | 9.   | 6 грудня 1998    | Сержі-Понтуаз, Франція       | Тверде (i) | Емілі Луа           | Крісті Богерт Анн-Гель Сідо               | 5–7, 2–6                |
| Перемога  | 10.  | 1 серпня 1999    | Ле-Контамін-Монжуа, Франція  | Тверде     | Ева Меліхарова      | Х'яна Гутьєррес Андреа ван ден Гурк       | 6–4, 6–2                |
| Поразка   | 11.  | 11 червня 2000   | Сербітон, Велика Британія    | Gras       | Франческа Любіані   | Труді Мусгрейв Бріанн Стюарт              | 6–3, 3–6, 1–6           |
| Перемога  | 12.  | 30 липня 2000    | Ле-Контамін-Монжуа, Франція  | Тверде     | Б'янка Ламаде       | Карін Борню Кім де Вейлле                 | 6–7(4–7), 6–4, 6–4      |
| Поразка   | 13.  | 2 квітня 2001    | Дубай, ОАЕ                   | Тверде     | Каталін Мароші      | Лоранс Куртуа Седа Норландер              | 3–6, 0–6                |
| Перемога  | 14.  | 6 травня 2001    | Кань-сюр-Мер, Франція        | Ґрунт      | Карін Борню         | Софі Жорже Капучін Руссо                  | 6–4, 6–3                |
| Поразка   | 15.  | 18 червня 2001   | Марсель, Франція             | Ґрунт      | Мая Палавершич      | Ліенн Бейкер Маніша Малхотра              | 6–7(5–7), 2–6           |
| Поразка   | 16.  | 29 липня 2001    | Ле-Контамін-Монжуа, Франція  | Ґрунт      | Рошелл Розенфілд    | Кірстін Фрає Анаушка ван Ексел            | 3–6, 2–6                |
| Перемога  | 17.  | 28 жовтня 2001   | Сен-Рафаель (Вар), Франція   | Тверде (i) | Шеллі Стефенс       | Анн-Лор Ейтц Елоді Ле Бесконд             | 6–0, 7–5                |
| Перемога  | 18.  | 14 квітня 2002   | Дінан (Кот-д'Армор), Франція | Ґрунт (i)  | Емілі Луа           | Юлія Бейгельзимер Патті ван Аккер         | 6–3, 6–1                |
| Поразка   | 19.  | 28 квітня 2002   | Кань-сюр-Мер, Франція        | Ґрунт      | Івета Бенешова      | Даллі Рандріантефі Стефані Коен-Алоро     | 2–6, 4–6                |
| Поразка   | 20.  | 3 листопада 2002 | Пуатьє, Франція              | Тверде (i) | Емілі Луа           | Любомира Бачева Євгенія Куликовська       | W/O                     |
| Перемога  | 21.  | 27 липня 2003    | Ле-Контамін-Монжуа, Франція  | Тверде     | Б'янка Ламаде       | Кільдін Шевальє Олександра Кравець        | 6–4, 6–2                |
| Перемога  | 22.  | 2 листопада 2003 | Пуатьє, Франція              | Тверде (i) | Б'янка Ламаде       | Юлія Бейгельзимер Тетяна Пучек            | 7–5, 6–2                |
| Перемога  | 23.  | 25 липня 2004    | Ле-Контамін-Монжуа, Франція  | Тверде     | Габріела Хмелінова  | Еві Домінікович Ріта Куті-Кіш             | 6–4, 6–3                |
| Поразка   | 24.  | 1 травня 2005    | Кань-сюр-Мер, Франція        | Ґрунт      | Андрея Ехрітт-Ванк  | Сандра Клезель Юлія Бейгельзимер          | 3–6, 6–3, 1–6           |
| Перемога  | 25.  | 12 червня 2005   | Марсель, Франція             | Ґрунт      | Ліга Декмеєре       | Марія Фернанда Алвеш Марі-Ев Пеллетьє     | 6–2, 1–6, 6–2           |